# Christiaan Benjamin Nieuwenhuis

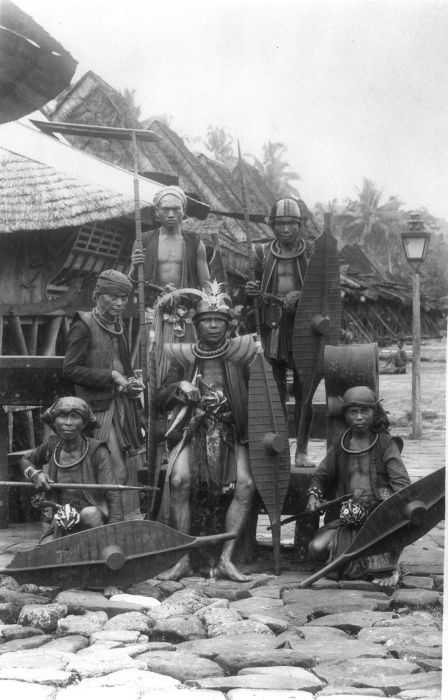
Skupina válečníků, Jižní Nias

Christiaan Benjamin Nieuwenhuis, známý jako C. B. Nieuwenhuis (4. července 1863 v Amsterdamu – 20. dubna 1922 v Padangu) byl nizozemský fotograf aktivní v Nizozemské východní Indii.

## Životopis
Narodil se v Amsterdamu v roce 1863 a jeho původní příjmení bylo Niewenhuis. V prosinci 1883 se dobrovolně připojil k milici v Batavii na Javě na šestileté působení jako člen Královské vojenské skupiny . V prosinci 1889 prodloužil smlouvu o další rok.
V prosinci 1890 opustil armádu. Zdálo se, že v Batavii pracoval ve fotoateliéru Koene & Co. a později odešel do Padangu na Západní Sumatře, kde v únoru 1891 založil vlastní fotoateliér. Zemřel v Padangu v dubnu 1922.

## Galerie

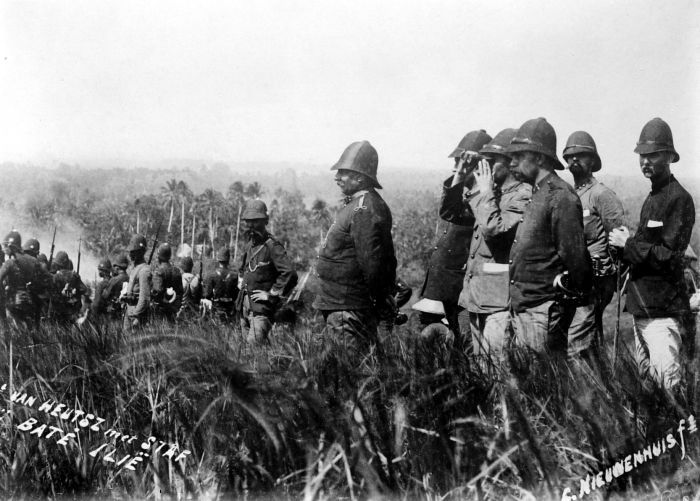
Generál van Heutz se svým štábem, Bateë-iliëk, sbírka Tropenmuseum, Amsterdam
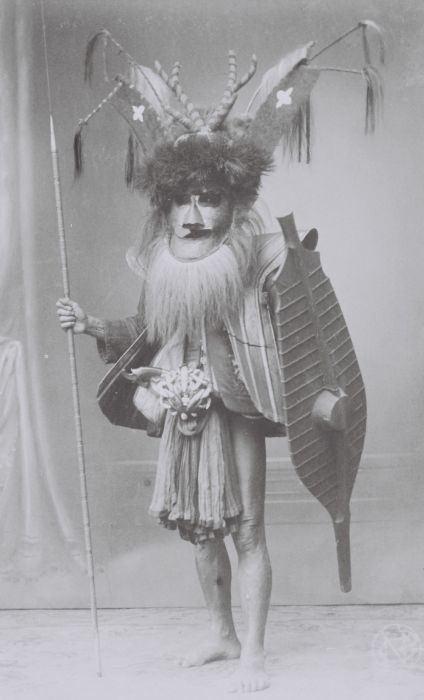
Studiový portrét, sbírka Tropenmuseum, Amsterdam
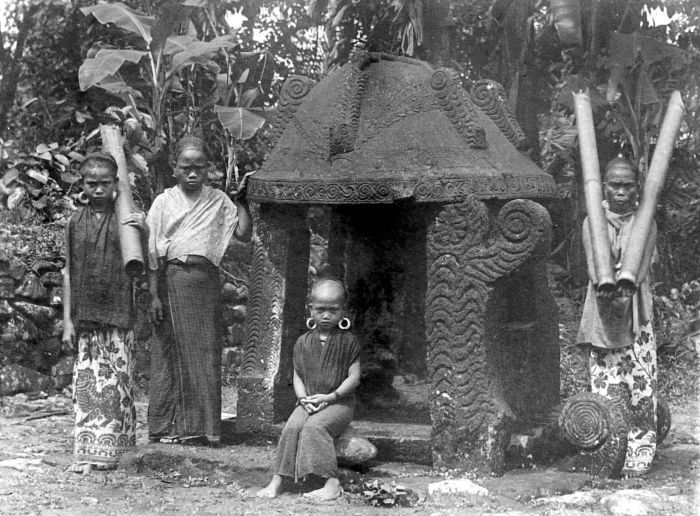
Dívky v obětním domě u vchodu do kampongu, Jižní Nias, sbírka Tropenmuseum, Amsterdam
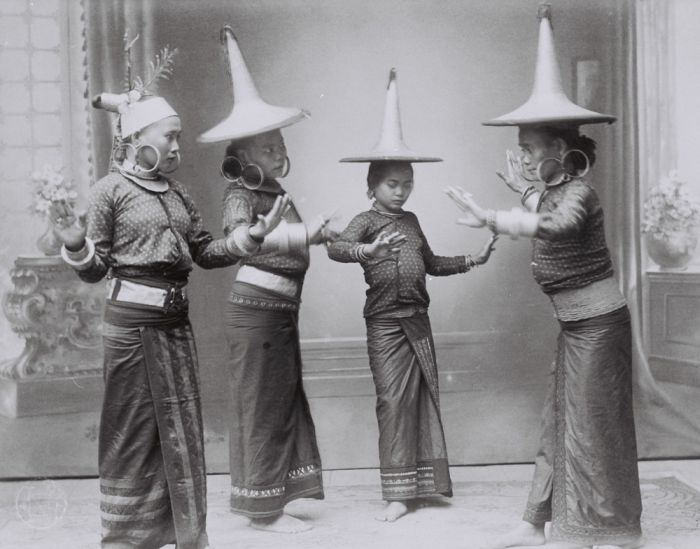
Tanečnice, sbírka Tropenmuseum, Amsterdam
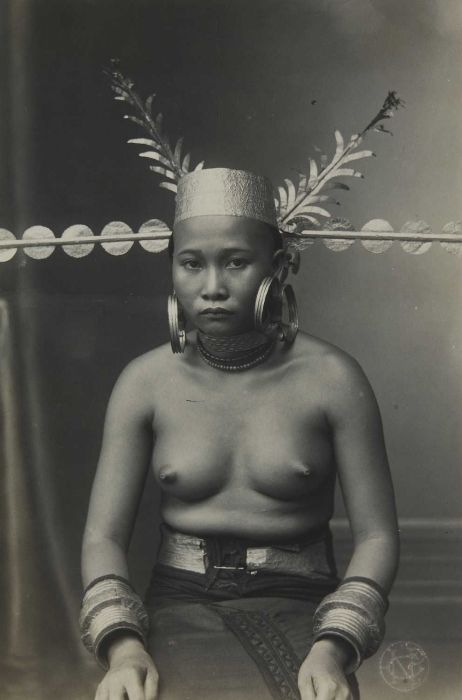
Studiový portrét mladé ženy, sbírka Tropenmuseum, Amsterdam
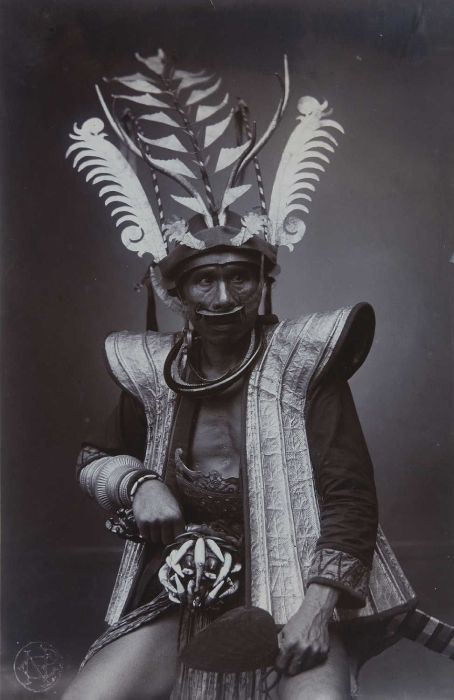
Studiový portrét, muž ve válečném ustrojení, sbírka Tropenmuseum, Amsterdam
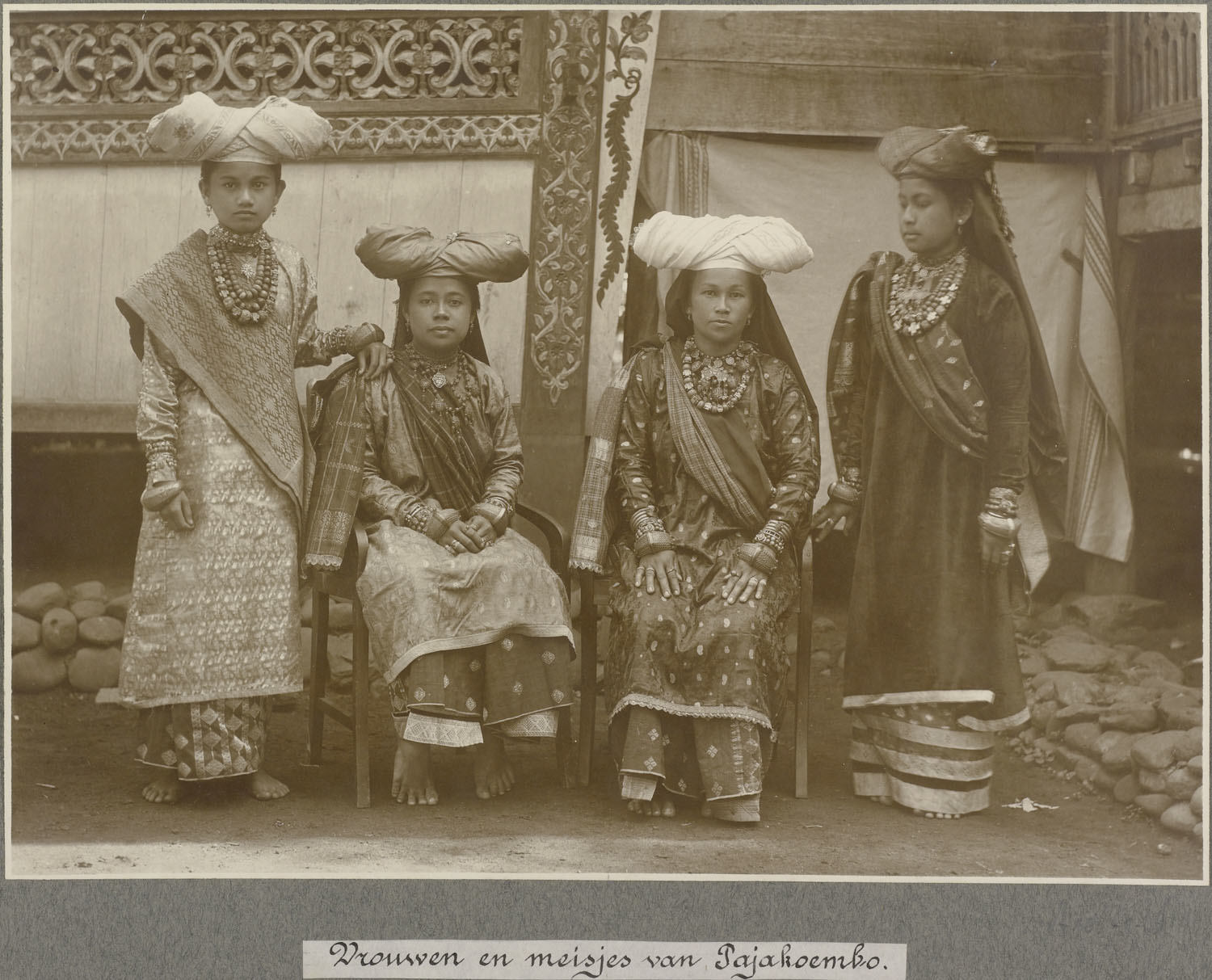
Skupinový portrét žen a dívek z Pajakoemba na Západní Sumatře, asi 1918, sbírka Národního muzea světových kultur, Nizozemsko
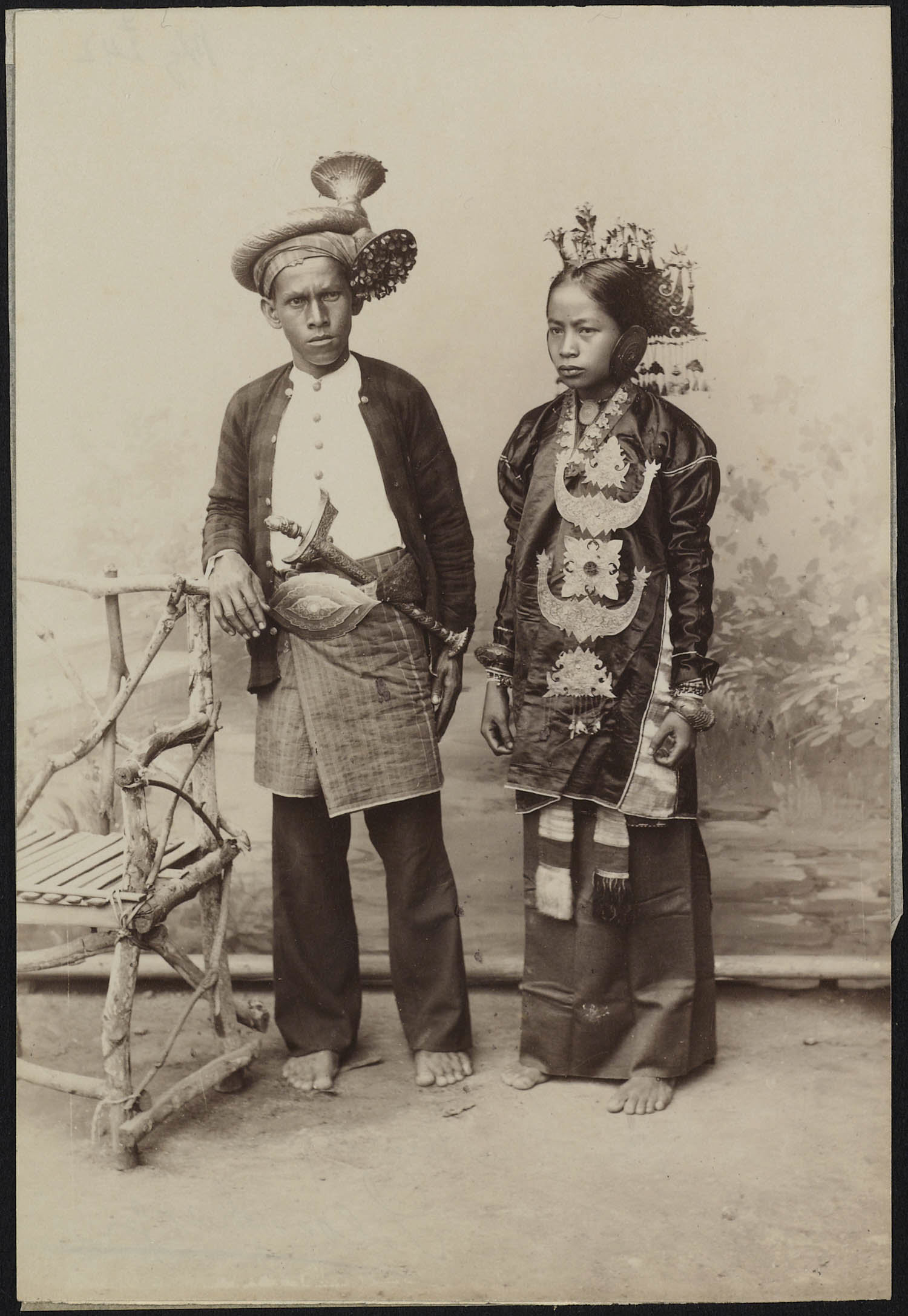
Portrét novomanželů ze Siloengkangu, 1880-1908, sbírka Národního muzea světových kultur, Nizozemsko
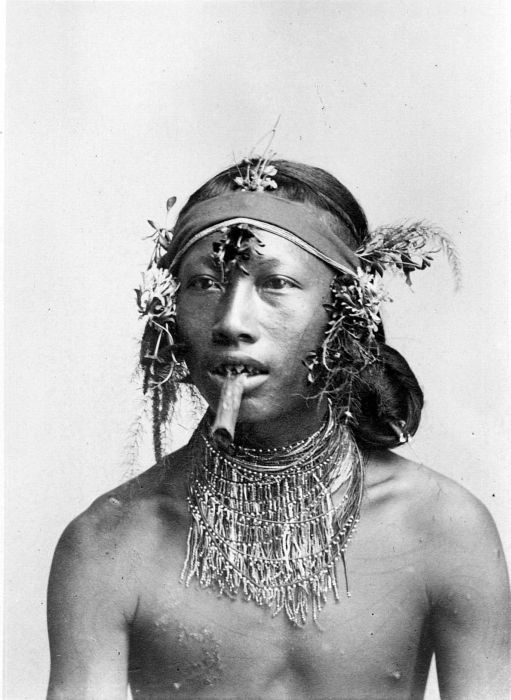
Kouřící muž v tradičním ustrojení, sbírka Tropenmuseum, Amsterdam
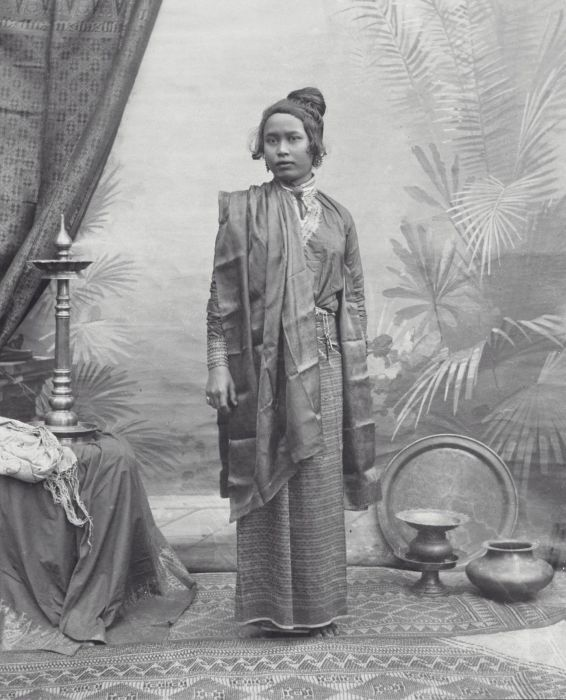
Studiový portrét, prominentní ženy z oblasti Passei v Acehu, sbírka Tropenmuseum, Amsterdam
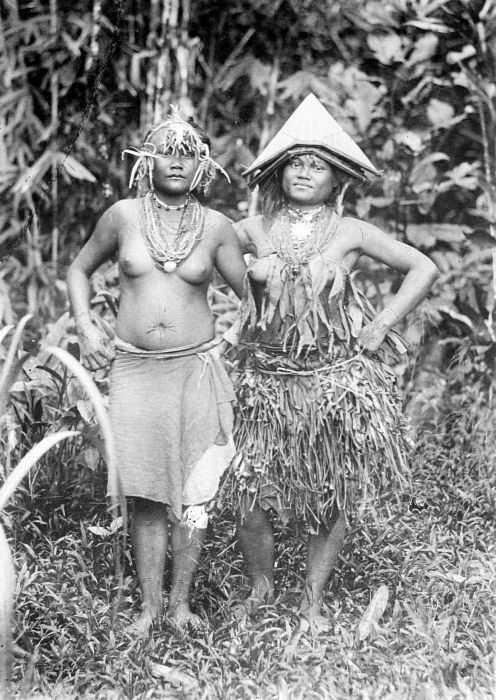
Dvě ženy ze zátoky Katorai v zálivu Siberut Mentawai, sbírka Tropenmuseum, Amsterdam